# Juan Vitoria
Juan Vitoria, nacido el 17 de noviembre de 1958 en Valencia, es un escritor, crítico musical, disc-jockey y locutor radiofónico español.

## Biografía
Coleccionista de cómics desde muy corta edad, desarrolló la tarea de ilustrador y dibujante en diseño gráfico antes de convertirse en divulgador musical desde que fundó en 1982 su tienda de discos Amsterdam en Valencia y comenzó a colaborar con diversas revistas musicales locales y nacionales,como Rockdelux, Ruta66 o Mondosonoro,así como también dirigió el fanzine Editorial del Futuro Método,o realizó labores de locutor en programas radiofónicos como Los 39 sonidos y de disc-jockey de vinilos bajo el pseudónimo de Jon Gasteiz,o bajo la denominación de Gasteiz Gang con su hija Arizona Dylan y con el futbolista Gaizka Mendieta en el FIB de 2011,o en el atrio interior del museo Guggenheim de Bilbao.
Durante la década de los noventa publicó sus primeros libros: Los 100 mejores discos del Rock de 1993, Green Day: punk, pop, party de 1996 y Paul Weller en la diana de 1999. En el año 2000 vieron la luz Van Morrison, Belfast cowboy y The Beach Boys, surf trip, mientras que en 2001 publicó Londres, guía musical, todos ellos a través de la Editorial La Máscara. En el año 2005 se publicó su libro Discos Ocultos,con subtítulo 350 obras maestras de la música contemporánea por descubrir, a través de la editorial Avant Press.
Además de comisariar la exposición permanente de la casa-museo de Camilo Sesto en Alcoy,fue el responsable de la exposición Iconos de la cultura pop en el centro comercial Nuevo Centro de Valencia,y en la cuarta Feria Internacional del Disco en Castellón, que estuvo formada por 101 collages sobre los hitos musicales más significativos desde los años 50.

## Libros
- Los 100 mejores discos del Rock. Editorial La Máscara, 1993. ISBN 978-84-7974-049-8
- Green Day: punk, pop, party. Editorial La Máscara, 1996. ISBN 978-84-7974-123-5
- Paul Weller en la diana. Editorial La Máscara, 1999. ISBN 978-84-7974-336-9
- Van Morrison, Belfast cowboy. Editorial La Máscara, 2000. ISBN 978-84-7974-389-5
- The Beach Boys, surf trip. Editorial La Máscara, 2000. ISBN 978-84-7974-449-6
- Londres, guía musical. Editorial La Máscara, 2001. ISBN 978-84-7974-465-6
- Discos Ocultos. Editorial Avant Press, 2005. ISBN 978-84-9589-039-9